# Avenue Pasteur (Montreuil)
Pour les articles homonymes, voir Avenue Pasteur.
L'avenue Pasteur est un des axes importants de Montreuil (Seine-Saint-Denis).

## Situation et accès

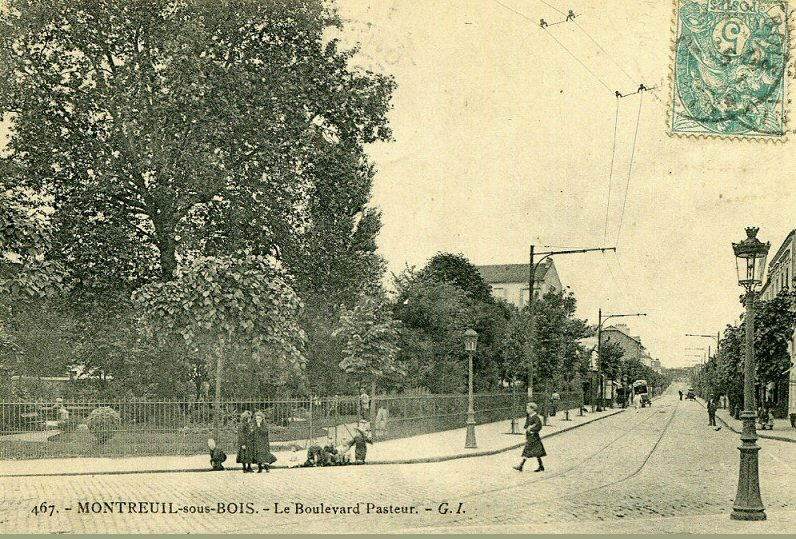
Le boulevard Pasteur à Montreuil.

C'est l'une des plus grandes voies de communication de la ville. Son tracé recouvre partiellement la route départementale 20.
Elle commence à la limite de Bagnolet, dans l'axe de l'avenue de Stalingrad (anciennement avenue Pasteur) et franchit l'autoroute A3 par le pont Pasteur.
Elle parcourt ensuite sur toute sa longueur, la place du Général-de-Gaulle, autrefois appelée place de Villiers.
Elle croise ensuite la rue Buffon et la rue Hoche, puis la rue Victor-Hugo.
Elle se termine à la place Jean-Jaurès, où se rencontrent le boulevard Paul-Vaillant-Couturier, l'avenue Walvein et le boulevard Rouget-de-Lisle.
L'avenue Pasteur est desservie par la station de métro Mairie de Montreuil.

## Origine du nom

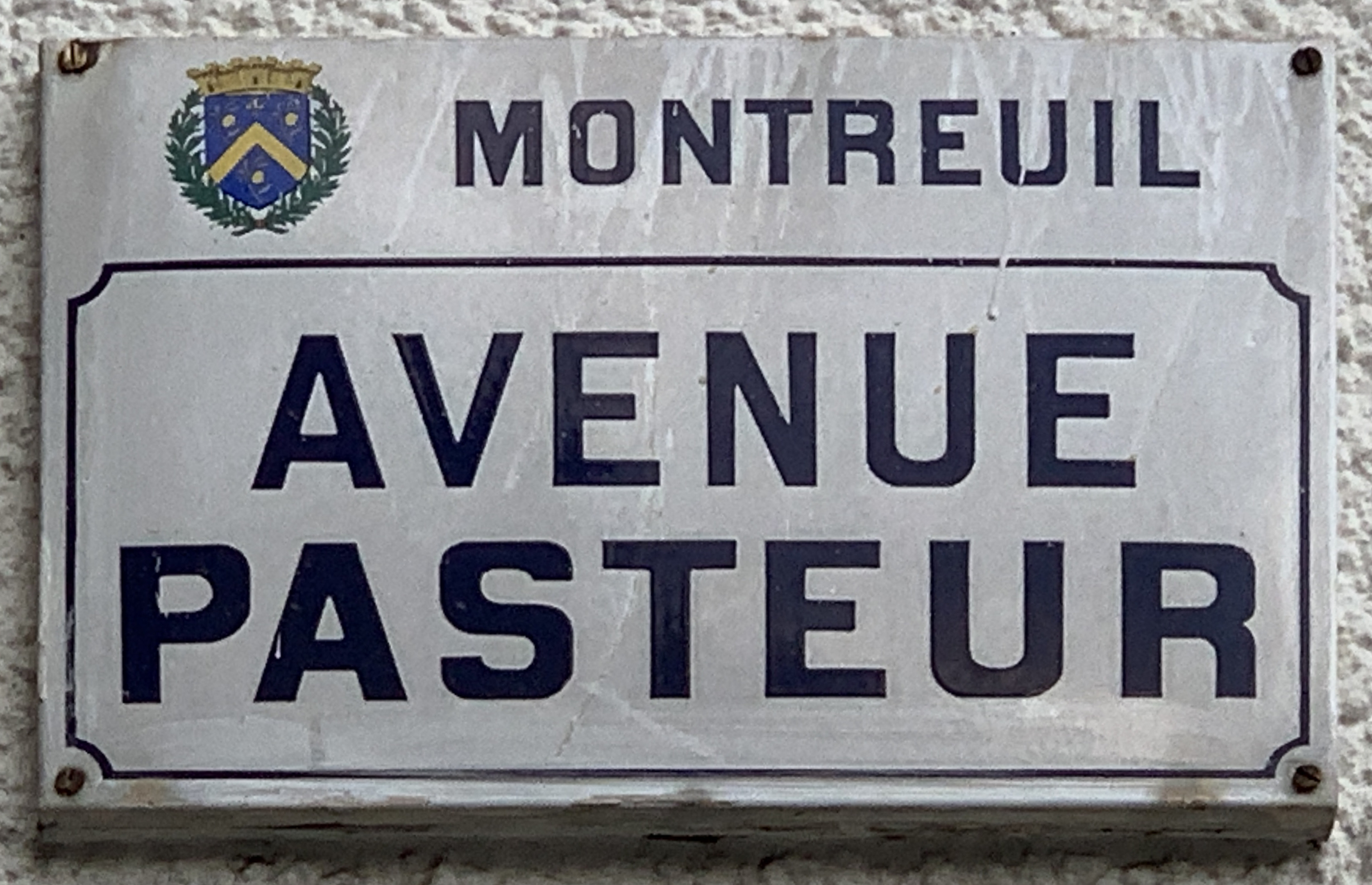
Plaque de l'avenue.

Cette voie porte le nom du biologiste et médecin français Louis Pasteur.

## Bâtiments remarquables et lieux de mémoire
- Hôtel de Ville de Montreuil.

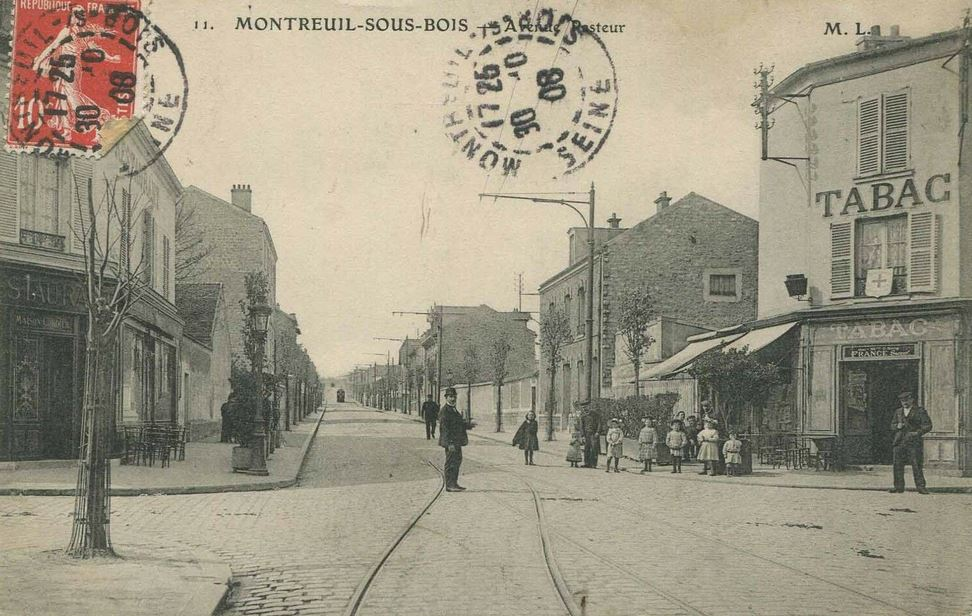
Croisement rue Victor-Hugo et rue du 18-août.
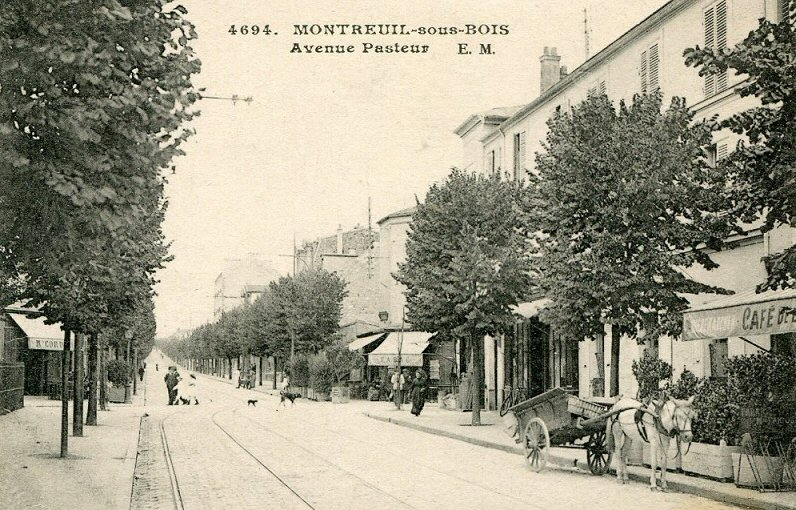
L'avenue Pasteur à Montreuil.
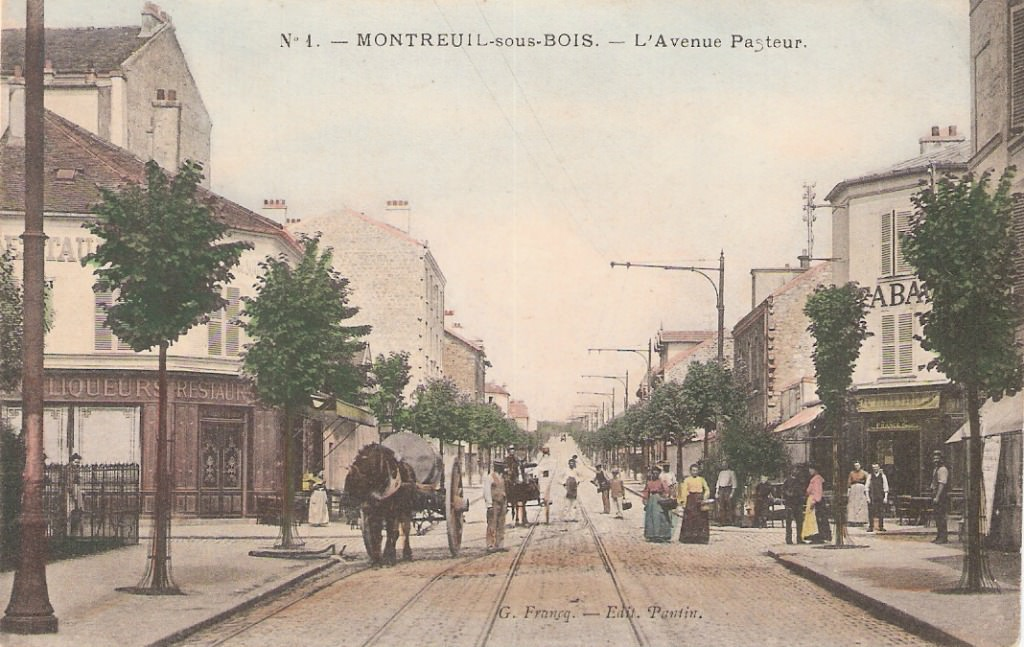
Victor-Hugo / 18-août
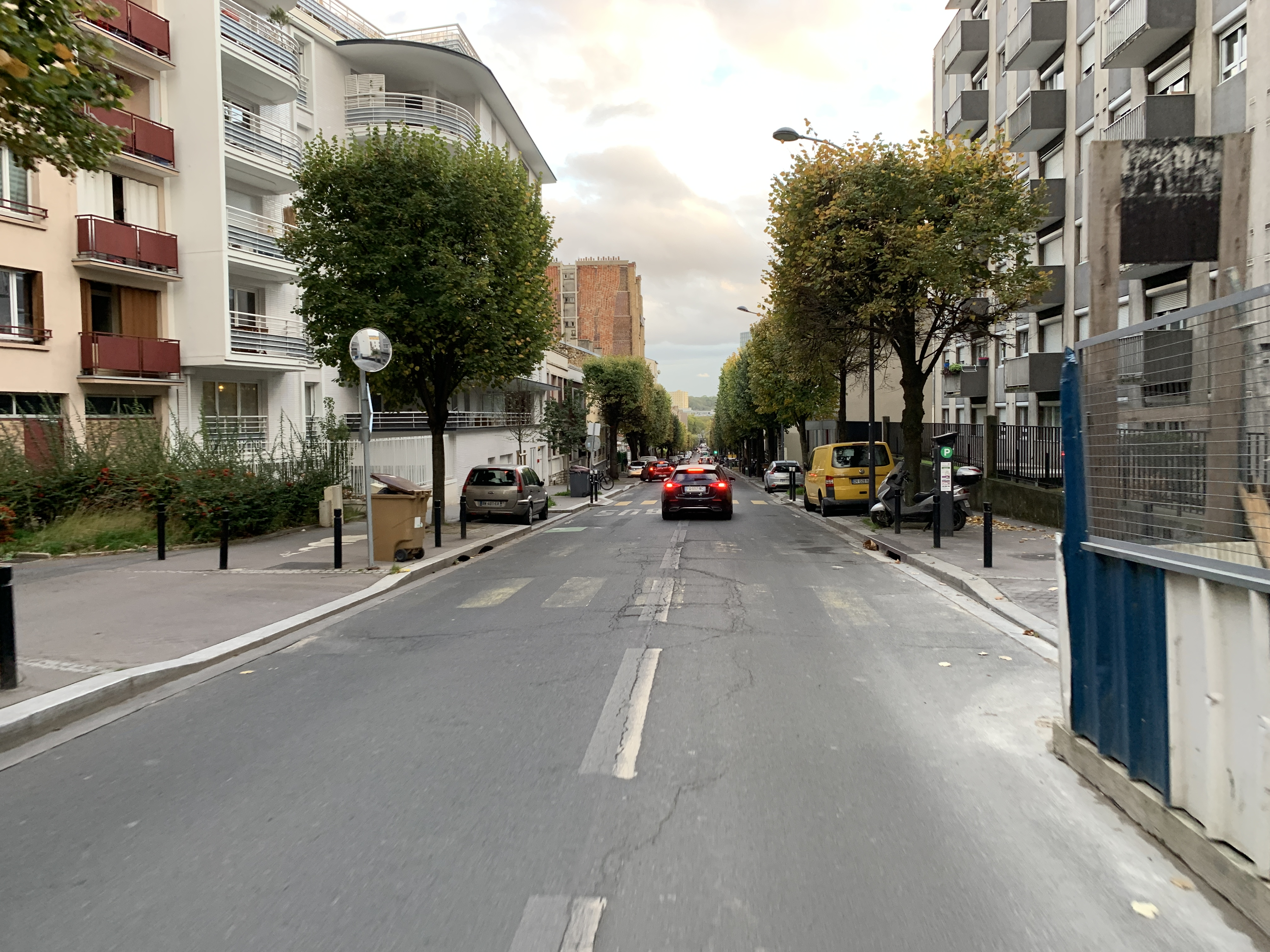
L'avenue en octobre 2020.